# J'ai perdu Albert (film)
Pour plus de détails, voir Fiche technique et Distribution.
J'ai perdu Albert est une comédie française écrite et réalisée par Didier van Cauwelaert, adaptée de son propre roman éponyme sorti en 2017. Le film sort en septembre 2018 et connaît un échec public autant que critique. Ce film est le dernier dont la musique ait été composée par Michel Legrand avant sa mort en 2019.

## Synopsis
Chloé est une voyante réputée. Mais son don est dû à la présence d'Albert Einstein qui a trouvé refuge dans sa tête. Sans crier gare, l'esprit d'Albert la quitte pour se réfugier dans la tête de Zac, garçon de café qui cherche à perpétuer les travaux d'apiculteur de feu son père.

## Fiche technique
- Titre : J'ai perdu Albert
- Réalisation : Didier van Cauwelaert
- Scénario : Didier van Cauwelaert, d'après le roman éponyme J'ai perdu Albert de Didier van Cauwelaert
- Décors : Bertrand Seitz
- Costumes : Nathalie Leborgne
- Photographie : Michel Amathieu
- Son : Dirk Bombey
- Montage : Sylvie Gadmer
- Musique : Michel Legrand
- Production : Olivier Rausin et Didier Lupfer
- Société de production : Angelus Productions
- Société de distribution : StudioCanal
- Budget : 4,7 millions d'euros
- Pays d'origine :  France
- Langue originale : français
- Format : couleur
- Genre : comédie
- Durée : 96 minutes
- Date de sortie : 
  - France : 12 septembre 2018

## Distribution
- Stéphane Plaza : Zac
- Julie Ferrier : Chloé Delmart / l'arrière grand-mère Chloé
- Josiane Balasko : Mme Le Couidec
- Virginie Visconti : Nelly
- Étienne Draber : Albert Einstein
- Philippe du Janerand : Roland Buech
- Bernard Le Coq : Georges
- Patrick Préjean : le prêtre
- Daniel Benoin : le chirurgien Moulin
- Jean-Noël Cnokaert : Olivier
- Kader Boukhanef : Sébastien Le Couidec
- Éric Naggar : Président de la commission de l'OTAN
- Alex Vizorek : Damien
- Lygie Duvivier : Alexia
- Laurent Van Wetter : l'éditeur
- Denis Mpunga : Général Beck
- Valérie Barrière : la maquilleuse
- Sophie Payan : la mère de Chloé 32 et 65 ans
- Fabien Baiardi : le père de Chloé
- Valérie Lhéritier : le professeur de physique
- Claire Marchesi : Linda
- Marjorie Falusi : la chroniqueuse météo
- Jean Vincentelli : client restaurant.

## Accueil

### Box-office
| Pays ou région | Box-office     | Date d'arrêt du box-office | Nombre de semaines |
| -------------- | -------------- | -------------------------- | ------------------ |
| France         | 61 070 entrées | 13 novembre 2018           | 9                  |
| Total mondial  | 374 952 $      | -                          | -                  |